# Бучинський Мелітон Осипович
Меліто́н О́сипович Бучи́нський (24 лютого 1847, с. Криве поблизу Підволочиська — 25 квітня 1903, м. Станиславів, нині Івано-Франківськ) — український галицький адвокат, фольклорист, етнограф, громадсько-освітній діяч. Член НТШ (1873), доктор права.

## Біографія
Під час навчання в гімназії в Станиславові у 1860-х роках разом з Остапом Терлецьким та братами Заклинськими належав до таємної культурно-освітньої учнівської народовської організації "Громада", брав участь у виданні рукописного часопису «Зірка». Закінчивши гімназію (1865) розпочав навчання в Львівському університеті, проте переїхав у Відень і закінчив Віденський університет (1874). У 1870-х брав участь у діяльности студентського товариства «Січ» у Відні, деякий час був його головою.
Після закінчення у 1874 р. Віденського університету М. Бучинський осідає у Станиславові, де працює спочатку секретарем у суді до 1876 р., потім — помічником адвоката, а з травня 1883 р. — адвокат у Станиславові (нині Івано-Франківськ). У місті, зокрема, разом з Йосифом Чачковським, Теофілом Окуневським, Євгеном Желехівським, Леонідом і Романом Заклинськими заснував Товариство «Бесіда».
Збирав фольклорні, етнографічні і діалектологічні матеріали на Покутті та Гуцульщині. Записи Бучинського друкувала західноукраїнська періодика (г. «Правда», «Діло»); частина пісень увійшла до книги Володимира Антоновича і Михайла Драгоманова «Исторические песни малорусского народа» (1874–1875, т. 1-2) та опубліковані в інших фольклористичних виданнях; казки надруковані у збірнику І. Рудченка.
Перекладав сербські народні пісні українською, а українські німецькою мовами.
Наукову цінність має листування М. Драгоманова з Мелітоном Бучинським, яке видав Михайло Павлик (Львів, 1910). Лексикографічні матеріали використав Євген Желехівський для «Малорусько-німецького словаря» (Л.-Чц., 1886, т. 1-2).
Фольклорні записи Мелітона Бучинського зберігаються в ІМФЕАНУ, ЛНБ.
Похований на Станиславівському цвинтарі поблизу вул. Сапіжинської (могила збережена; нині на цьому місці — Меморіальний сквер Івано-Франківська).